# 시미즈 이쿠타로
시미즈 이쿠타로(清水 幾太郎, 1907년 7월 9일 ~ 1988년 8월 10일)는 일본의 사회학자, 문화평론가, 대중 지식인이다. 가쿠슈인 대학에서 사회학을 가르쳤다.
1907년 도쿄 니혼바시에서 태어났다. 1931년 도쿄 제국대학에서 사회학을 전공하였으며 쇼와 연구회와 요미우리 신문에서 활동했다. 전후 1949년에 가쿠슈인 대학 사회학과 교수가 되어 1969년 대학분쟁 중에 이른 은퇴를 하기 전까지 근무했다. 1949년 평화문제담화회(平和問題談話会)를 설립하는 등 일본의 평화 운동과 1960년 안보 투쟁의 주요 인물 중 하나였으며, 1948년 사회학 교재인 《사회학 강의》(社会学講義)를 저술했다. 1988년 사망했다.